# Ulmus lamellosa
Ulmus lamellosa är en almväxtart som beskrevs av C. Wang och S.L. Chang. Ulmus lamellosa ingår i släktet almar, och familjen almväxter. Inga underarter finns listade i Catalogue of Life.

## Bildgalleri

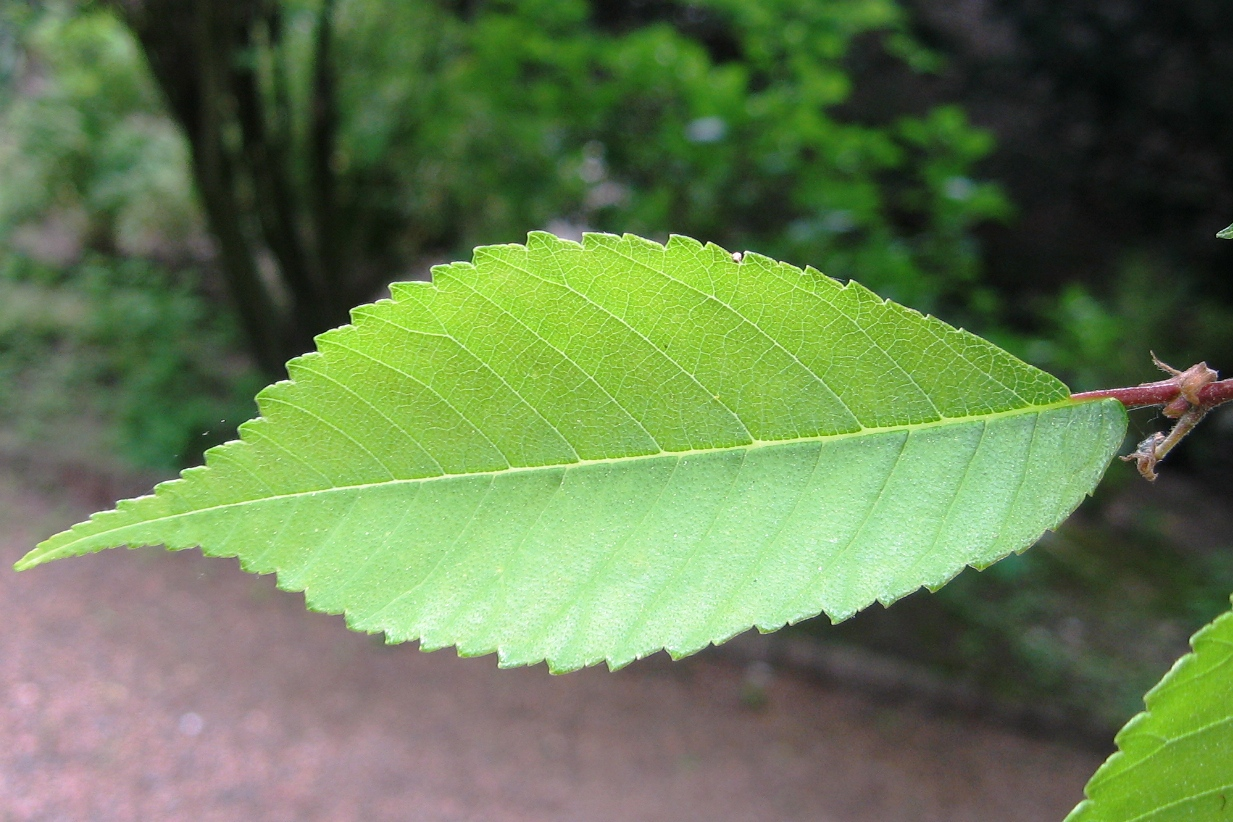
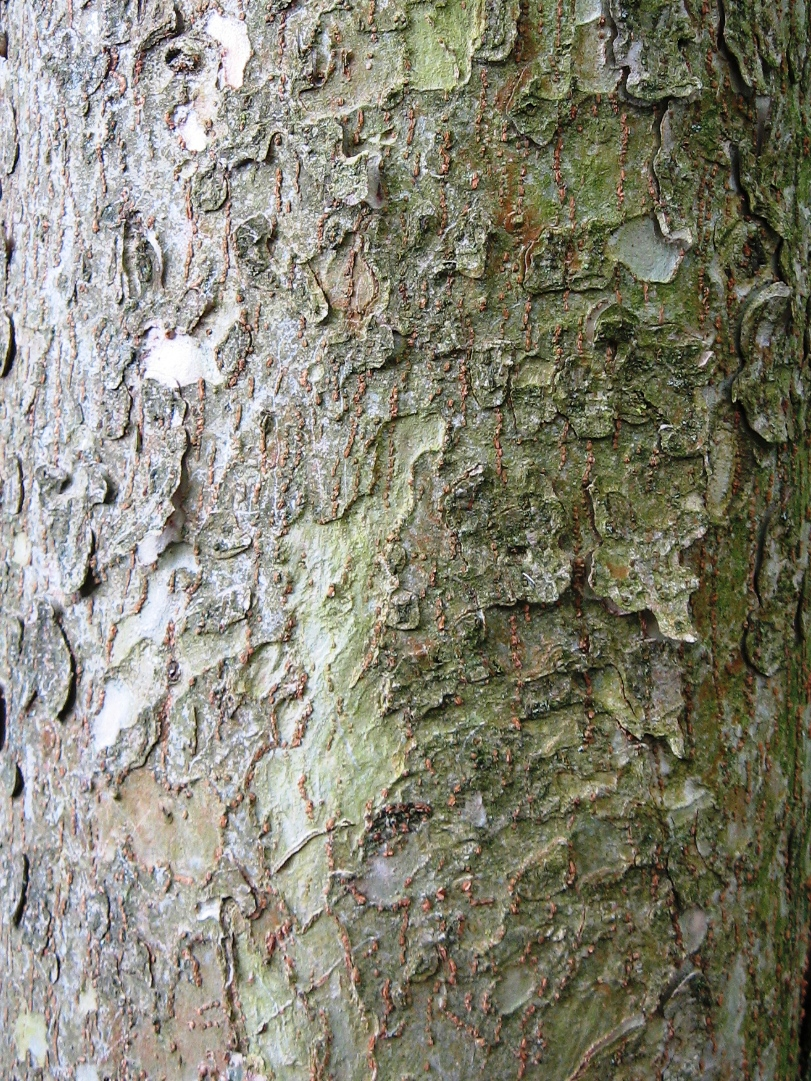